# 八街市ふれあいバス
八街市ふれあいバス（やちまたしふれあいバス）は、千葉県八街市のコミュニティバス。京成バス千葉イーストが受託している。運行日は、月曜日から土曜日で、日曜日と年末年始は運休。

## 現行路線
出典：

### 市街地循環コース
- 八街駅南口 - 市役所 - 新八街総合病院 - イオン八街店 - 富山コミュニティセンター - 榎戸駅東口 - 榎戸駅西口 - 八街高校 - 中央公民館 - 八街駅南口
  - 車体の色は緑。2023年4月1日から京成バス千葉イースト成東営業所が受託。（それまでは千葉交通多古営業所が受託。）
  - 1便のみ八街駅北口始発となり、市役所を経由しない。

### 北コース
- 八街駅南口 - バイパス入口 - 古込 - 文違ニュータウン集会所 - 八街駅北口 - 市役所 - 新八街総合病院 - 宮ノ下 - 文違新栄ニュータウン - 住野公民館 - 酒々井プレミアム・アウトレット - 住木戸 - 朝陽小 - 藤の台 - 榎戸駅東口 - 榎戸駅西口
- 八街駅北口→新八街総合病院→宮ノ下→文違新栄ニュータウン→朝陽小→藤の台→榎戸駅東口→榎戸駅西口(土休日運休)
- 榎戸駅西口→榎戸駅東口→藤の台→朝陽小→住木戸→住野公民館→文違新栄ニュータウン→宮ノ下→新八街総合病院→市役所→八街駅北口→文違ニュータウン集会所→古込→バイパス入口→八街駅南口
- 榎戸駅西口→榎戸駅東口→藤の台→朝陽小→住木戸→酒々井プレミアム・アウトレット→住野公民館→文違新栄ニュータウン→宮ノ下→新八街総合病院→八街駅北口→文違ニュータウン集会所→古込→バイパス入口→八街駅南口
  - 車体の色はピンク[注 1]。2023年4月1日より朝B便は京成バス千葉イースト成東営業所、その他は京成バス千葉イースト佐倉営業所が受託（それまでは全便千葉交通が受託）。

### 西コース
- 八街駅 - 中央公民館 - 西林コミュニティセンター - 希望ヶ丘 - 希望ヶ丘 - 沖十文字 - 山田台 - いさご - 希望ヶ丘 - 希望ヶ丘 - 西林コミュニティセンター - 中央公民館 - 八街駅
- 希望ヶ丘コミュニティセンター - 希望ヶ丘- 西林コミュニティセンター - 中央公民館 - 八街駅（土曜日、祝日運休）
- 八街駅→希望ヶ丘→沖十文字→山田台→いさご→希望ヶ丘→希望ヶ丘→西林コミュニティセンター→中央公民館→八街駅
  - 車体の色は赤。京成バス千葉イースト成東営業所が受託。
  - 沖十文字バス停では、おまごバス（千葉市）と乗換が可能。
  - 神林バス停は佐倉市に所在している。

### 南コース
- 八街駅 - 八街神社 - 笹引小 - ガーデンタウン - 四木コミュニティセンター - 中滝台 - 山田台 - 四木コミュニティセンター - ガーデンタウン - 笹引小 - 八街神社 - 八街駅（→ 新八街総合病院 → 八街駅）
- ガーデンタウン - 笹引小 - 八街神社 - 八街駅(土曜日、祝日運休)
  - 車体の色は黄。京成バス千葉イースト成東営業所が受託。
  - 新八街総合病院への乗り入れは1便のみ。

## 2021年10月以前の運行経路
北コース
- 八街駅北口 - 藤の台 - 朝陽小学校 - 八街総合病院 - 住木戸 - 朝陽小学校 - 藤の台 - 藤の台 - 榎戸駅 - 八街高校 - 八街駅北口
  - 車体の色は緑色。千葉交通が受託。

南コース
- 八街駅南口 - 八街神社 - 笹引小 - 四木コミュニティセンター - 中滝台 - 山田台 - 四木コミュニティセンター - 笹引小 - 八街神社 - 八街駅
- ガーデンタウン - 笹引小 - 八街神社 - 八街駅
  - 車体の色は黄色。ちばフラワーバスが受託。
  - ガーデンタウン～八街駅の系統は平日1往復のみ。

西コース
- 八街駅 - 西林コミュニティセンター - 希望ヶ丘  - 沖十文字 - 山田台 - いさご -  希望ヶ丘 - 西林コミュニティセンター - 八街駅
  - 車体の色は赤色。ちばフラワーバスが受託。

東コース
- 八街駅 - 文違ニュータウン集会所 - 八街駅北口 - 八街総合病院 - 文違新栄ニュータウン - カインズホーム・ベイシア前 - 文違新栄ニュータウン　- 八街総合病院 - 八街駅
  - 車体の色は桃色。千葉交通が受託。

## 運賃
- 一般200円、小中学生100円
- 障害者手帳所持者は無料
- 1日自由乗車券：大人400円、小中学生200円
- 回数券あり